# ترانه‌شناسی دیوید گیلمور

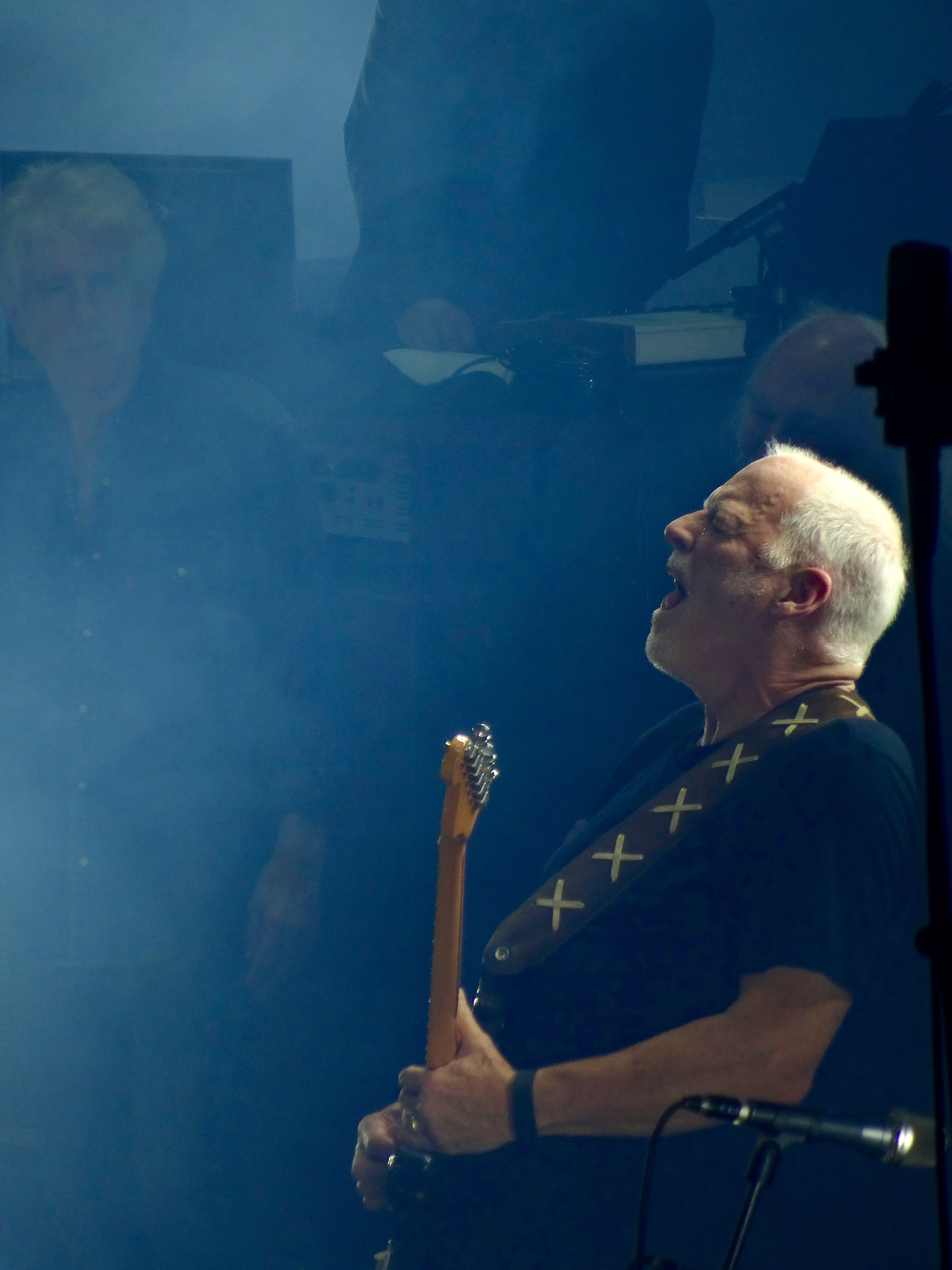
دیوید گیلمور

آثار دیوید گیلمور، لید گیتاریست پینک فلوید، شامل سه آلبوم استودیویی و شش تک‌آهنگ می‌شود.

## آلبوم‌های استودیویی
| سال  | اطلاعات آلبوم                                                              | جایگاه در جداول               | جایگاه در جداول          | جایگاه در جداول        | گواهی (آستانه فروش)                 |
| سال  | اطلاعات آلبوم                                                              | جدول موسیقی آلبوم‌های بریتانیا | بیلبورد ۲۰۰ ایالات متحده | نمودار آلبوم‌های کانادا | گواهی (آستانه فروش)                 |
| ---- | -------------------------------------------------------------------------- | ----------------------------- | ------------------------ | ---------------------- | ----------------------------------- |
| ۱۹۷۸ | دیوید گیلمور - لیبل: هاروست رکوردز (بریتانیا)/کلمبیا رکوردز (ایالات متحده) | ۱۷                            | ۲۹                       | —                      | - ایالات متحده: طلا                 |
| ۱۹۸۴ | عقب‌گرد - لیبل: هاروست رکوردز (بریتانیا)/کلمبیا رکوردز (ایالات متحده)       | ۲۱                            | ۳۲                       | —                      | - ایالات متحده: طلا                 |
| ۲۰۰۶ | بر روی یک جزیره - لیبل: ئی‌ام‌آی (بریتانیا)/کلمبیا رکوردز (ایالات متحده)     | ۱                             | ۶                        | ۱                      | - بریتانیا: پلاتین - کانادا: پلاتین |

## آلبوم‌های زنده
| سال  | اطلاعات آلبوم                                                         | جایگاه در جداول               | جایگاه در جداول          | جایگاه در جداول        | گواهی (آستانه فروش) |
| سال  | اطلاعات آلبوم                                                         | جدول موسیقی آلبوم‌های بریتانیا | بیلبورد ۲۰۰ ایالات متحده | نمودار آلبوم‌های کانادا | گواهی (آستانه فروش) |
| ---- | --------------------------------------------------------------------- | ----------------------------- | ------------------------ | ---------------------- | ------------------- |
| ۲۰۰۸ | زنده در گدانسک - لیبل: ئی‌ام‌آی (بریتانیا)/کلمبیا رکوردز (ایالات متحده) | ۱۰                            | ۲۶                       | ۱۹                     | - بریتانیا: طلا     |

## موسیقی متن فیلم‌ها
- فرکتال‌ها: رنگ‌های بی‌نهایت، مستند (۱۹۹۴)[۳]

## تک‌آهنگ‌ها
- «هیچ راهی به بیرون نیست» (۱۹۷۸)
- «نور آبی» (مارچ ۱۹۸۴)، شماره ۶۲ در ایالات متحده[۲]
- «عشق در هوا» (می ۱۹۸۴)
- «در یک جزیره» (۶ مارچ ۲۰۰۶)، شماره ۲۹ در ایالات متحده[۲]
- «لبخند» (۱۳ ژوئن ۲۰۰۶)، شماره ۷۲ در بریتانیا[۱]
- «آرنولد لاین» (زنده) (۲۶ دسامبر ۲۰۰۶)، شماره ۱۹ در بریتانیا[۱]

## فیلم‌شناسی
- دیوید گیلمور زنده ۱۹۸۴ (وی‌اچ‌اس) – سپتامبر ۱۹۸۴
- دیوید گیلمور در کنسرت (دی‌وی‌دی) – اکتبر ۲۰۰۲
- آن شب را به خاطر بیاور (دی‌وی‌دی/بی‌دی) – ۱۸ سپتامبر ۲۰۰۷
- زنده در گدانسک (دی‌وی‌دی) – ۲۲ سپتامبر ۲۰۰۸